# NGC 457
NGC 457 (również OCl 321, Gromada ET, Gromada Sowa albo Gromada Ważka) – gromada otwarta znajdująca się w gwiazdozbiorze Kasjopei. Leży nieco ponad 2° na południe (lekko na zachód) od gwiazdy Ruchba. Odkrył ją William Herschel 18 października 1787 roku. Jest to młoda gromada, jej wiek szacuje się na 25 milionów lat. Jest położona w odległości ok. 7,9 tys. lat świetlnych od Słońca.
Wyróżniająca się w gromadzie pomarańczową barwą gwiazda zmienna to V466 Cas, która zmienia jasność w przedziale 9,8 do 10,74m.